# 小行星8251
小行星8251（英語：8251 Isogai）是一颗围绕太阳公转的小行星。1980年11月8日，古田俊正在东海市发现了此天体。
这颗小行星的绝对星等为233.1393768342989等。